# Schwebebahnstation Hauptbahnhof
| Hauptbahnhof       | Hauptbahnhof                  |
| ------------------ | ----------------------------- |
|                    |                               |
| Eröffnung:         | 1901                          |
| Neubau:            | 1926                          |
| Stadtteil:         | Elberfeld                     |
| Lage:              | Wasserstrecke/Zwischenstation |
| Anschrift:         | Alte Freiheit 24a             |
| Stationsnummer:    | 11                            |
| Streckenkilometer: | 7,0                           |
| Stützen:           | 249–250                       |
| Ehemaliger Name:   | Döppersberg                   |

Die Schwebebahnstation Hauptbahnhof im Stadtteil Elberfeld ist die verkehrsreichste Haltestelle der Wuppertaler Schwebebahn, da sie sich am wichtigsten Verkehrsknoten der Stadt befindet. Sie ist heute nach dem Wuppertaler Hauptbahnhof benannt. Früher hieß sie wie die benachbarte Straßenkreuzung Döppersberg, dieser Name ist bis heute als zusätzliche Bezeichnung auf den Stationsschildern aufgeführt.

## Lage
Die Station befindet sich im Zentrum Elberfelds und schließt direkt an die Fußgängerzone an. Gegenüber der Station auf der anderen Seite der Bundesallee (B 7) befinden sich Hauptbahnhof und Busbahnhof. Bis zum Sommer 2014 lag dieser näher an der Wupper, zwischen der Schwebebahnstation und der Brausenwerther Brücke.

## Geschichte

### Erster Bau von 1901
Die zentrale Station Döppersberg war wegen ihrer zentralen Lage am Brausenwerther Platz, nah am Kaiser-Wilhelm-Denkmal, etwas aufwändiger gestaltet als alle anderen Schwebebahnhaltestellen. Hierzu fand im Vorfeld ein Architekturwettbewerb statt, aus welchem der Berliner Architekt Bruno Möhring als Gewinner hervorging, wenngleich sein – in den Formen des Jugendstils gehaltener – Entwurf später aus wirtschaftlichen Gründen wesentlich vereinfacht worden war. Übrig blieb im Wesentlichen nur das spitzbogenförmige Dach und der geschweifte Ausbau an beiden Langwänden des Bahnhofes, in welchem kojenartig, durch Zwischenwände getrennt, Sitzplätze eingebaut waren. Der ursprünglich geplante, reiche dekorative Schmuck der Konstruktion ist dagegen auf einige Kunstschmiede- und Kupfertreib-Arbeiten beschränkt worden, welche vom Berliner Unternehmen Hillerscheidt & Kasbaum ausgeführt wurden. Die Eisenkonstruktion zeichnete sich letztlich durch ihren avantgardistischen Stahlskelettbau aus. Im Volksmund „Elberfelder Badewanne“ genannt, wurde die Konstruktion in ihren letzten Jahren als störend und hässlich empfunden.

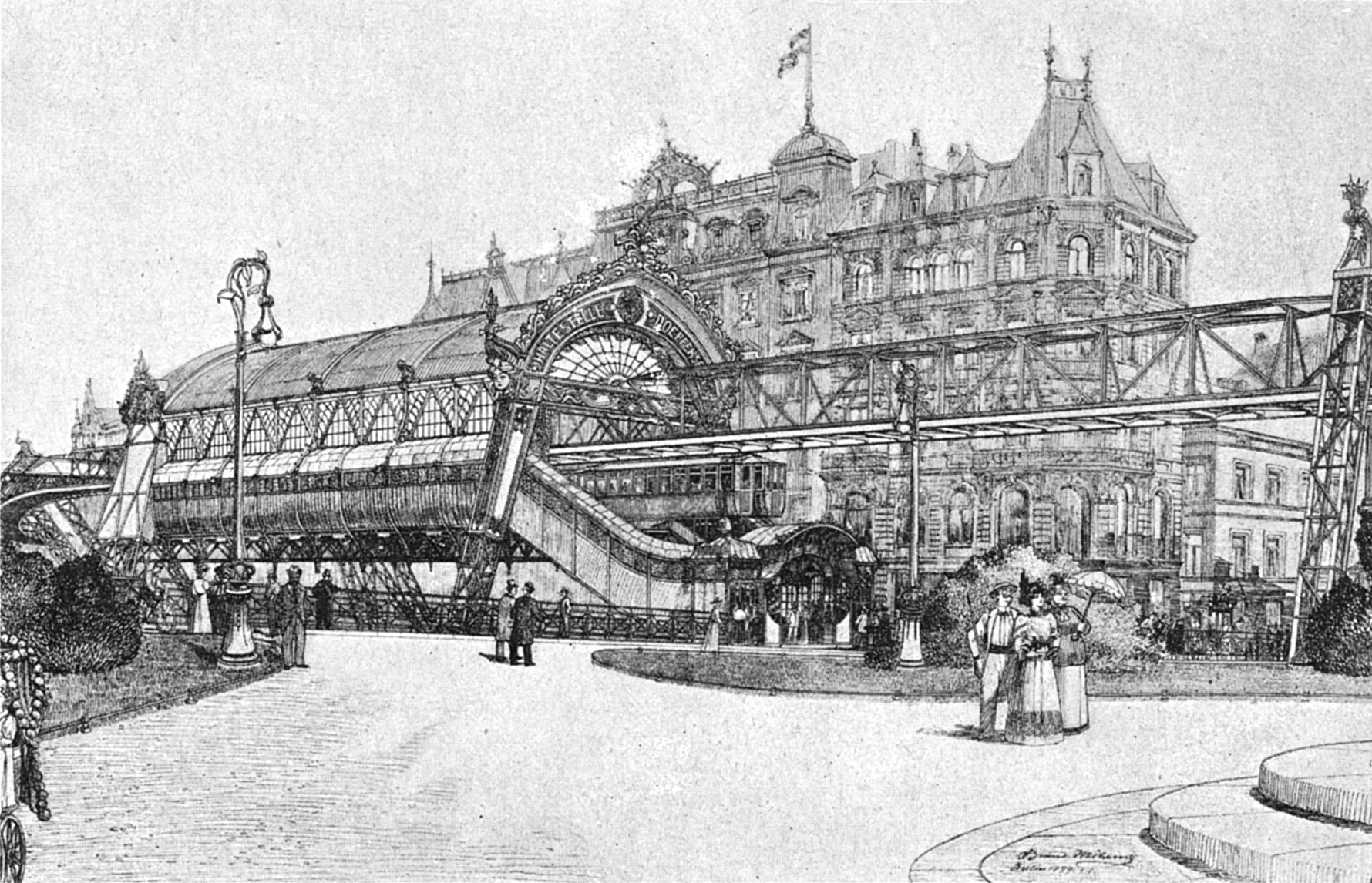
Ursprünglicher Entwurf von Bruno Möhring
Entwurfsskizze
Während des Baus
Kurz nach Eröffnung

### Zweiter Bau von 1926
In den 1920er Jahren konnte der Vorgängerbau die Fahrgastzahlen nicht mehr bewältigen, zudem galt der Jugendstilbau als veraltet. 1923 wurde daher, im Rahmen einer Umgestaltung von Brausenwerther Platz und Döppersberger Brücke, ein Wettbewerb für einen Neubau samt angegliedertem Geschäftshaus ausgeschrieben. Unter Verwendung des Ergebnisses des Wettbewerbs wurde die Station zusammen mit dem im Süden angrenzenden Köbo-Haus vom Barmer Architekten Clemens Julius Mangner und der Siemens-Bauunion Berlin ausgeführt. Die Installation eines Notbahnhofs, ein Holzbauwerk, ließ 1924 das alte Stationsbauwerk verschwinden. Parallel dazu entstand ein verputzter Massivbau im Stil der Neuen Sachlichkeit mit flachgeneigtem Satteldach und mittiger Rundbogendurchfahrt, der am 20. März 1926 fertiggestellt wurde. Dabei wurden getrennte Zu- und Abgänge, die Ladenpassage mit Durchgang Alte Freiheit – Neue Fuhrstraße respektive Schloßbleiche und entsprechende Verkaufsschaltern im unteren Bereich realisiert. Der Ausgang Neue Fuhrstraße bot ab 1928 eine direkte Umsteigemöglichkeit zu den Straßenbahnlinien der Bergischen Kleinbahn nach Ronsdorf, Ravensberger Straße und zum Viehhof/Arrenberg. Im Herbst 1943 kamen die Fernverbindungen Richtung Remscheid und Solingen hinzu.
Im Jahre 1992 wurde die Station im Zuge der Umbenennung des Elberfelder Bahnhofs in Wuppertal Hauptbahnhof in Wuppertal Hbf (Döppersberg) umbenannt. Im Zuge des Umbaus Döppersberg in den 2010er-Jahren änderte sich das Umfeld der Station. Sie ist seitdem über eine breite, von Geschäften flankierte Brücke über die Bundesstraße 7 mit dem Bahnhof verbunden.
Von 2019 bis 2023 sanierten die Stadtwerke die Station. Dabei wurde das Erdgeschoss entkernt, modernisiert und umgestaltet, wobei der westliche Passagenausgang entfiel. Außerdem erneuerten die Stadtwerke das Dach und die Bahnsteigebene. Dabei wurden unter anderem der alte Leitstand zurückgebaut, Funkmasten der neuen Zugsicherung auf dem Dach installiert und die Portalfenster ausgetauscht. Der Umbau kostete am Ende etwa 7,7 Mio. Euro.